# Spetalen
Spetalen er en by der for mesteparten ligger i Råde og en del i Fredrikstad kommune i Østfold fylke i Norge. Byen har 2.298 (2019) indbyggere, og består af de tætbebyggede områder af Saltnes som går ind i nabokommunen. Spetalen ligger 13 kilometer sydvest for Ryggebyen og 16 kilometer nordvest for Fredrikstad centrum. Karlshus ligger ni kilometer nordøst for Spetalen.